# Wface
wface（ダブル・フェイス）は日本の音楽ユニット。

## 概要
2001年、共に元MAGICで、一貫して在籍した上澤津孝と1994年に脱退した山口憲一が久々の再会をしたことがきっかけで、結成した。MAGIC時代の曲も一部セルフカバーしている。

## メンバー
- 上澤津孝 - ボーカル
- 山口憲一 - ギター

## ディスコグラフィー

### アルバム
1. hot beef sandwiches(2001/12/01)
2. NO REASON(2002/05/20)
3. Super Rock'a Beat(2003/03/21)
4. Cat's Eyes(2004/07/31)
5. 天使のジェラシー(2005/09/17)

### ミニアルバム
1. early times - 「tomomi（吉川朋美） with wface」名義(2004/04/28)

### ビデオ
1. BACK STAGE PASS(2003/05/03)